# Silver Sable
Silver Sable (Silvija Sablinova), también llamada La Marta Plateada o Sable de Plata, es un personaje que aparece en los cómics estadounidenses publicados por Marvel Comics. Creada por Tom DeFalco y Ron Frenz, Silver Sable apareció por primera vez en The Amazing Spider-Man #265 (junio de 1985). Generalmente se la representa como una mercenaria, cazadora de criminales de guerra, líder del Grupo Salvaje y propietaria de Silver Sable International. Si bien no es una criminal, su trabajo como mercenaria a veces la ha puesto en conflicto con varios superhéroes. Silver Sable es principalmente una aliada y, a veces, enemiga de Spider-Man.
El personaje ha aparecido en varias adaptaciones de medios a lo largo de los años, incluidas series animadas y videojuegos.

## Historia de publicación
Creada por Tom DeFalco y Ron Frenz, Silver Sable apareció por primera vez en The Amazing Spider-Man # 265 (junio de 1985). La inspiración para el personaje proviene de las tarjetas de safari compradas por DeFalco. Después de su debut, hizo apariciones ocasionales en varios títulos de Spider-Man, a menudo (pero no siempre) como aliada. Marvel Comics comenzó a publicar la serie Silver Sable & The Wild Pack en junio de 1992, escrita por Gregory Wright y a lápiz por Steven Butler. Esta serie duró 35 números, hasta que fue cancelada junto con muchas otras series de Marvel en 1995.
Después de la cancelación, Silver apareció ocasionalmente como invitado en varios cómics hasta principios de 2006. En ese momento, comenzó una serie limitada con Silver Sable y Dominic Fortune titulados Sable and Fortune. Originalmente solicitado como una serie de seis números, Sable y Fortune se redujeron a cuatro números después del lanzamiento del número uno.

## Biografía ficticia del personaje
Las operaciones del Grupo Salvaje y Silver Sable International llevaron la economía nacional del ficticio pequeño estado europeo de Symkaria. El nombre 'Grupo Salvaje' ha sido usado por el escuadrón mercenario liderado por Cable por un tiempo, hasta que una noticia legal los forzó a cambiarlo a Six Pack.
El estado de Symkaria es adyacente con Latveria, la nación mandada por el Doctor Doom. Silver Sable y Victor Von Doom tienen una cena diplomática anual en el Castillo Doom, situado en Doomstadt. Aparentemente la amistad entre estos dos estados está muy arraigada y se remonta a la Segunda Guerra Mundial.
La familia de Silver Sable está compuesta por su padre, Ernst Sablinova, su tío Morty, y su joven prima, Anna (hija huérfana de un tío sin nombre). La madre de Silver, Anastasia Sablinova, fue asesinada frente a ella por enemigos de su padre, quien manejaba un grupo caza-nazis. Después de la muerte de su padre, se convirtió en la líder de Grupo Salvaje, un equipo formado por Ernst para detener a criminales internacionales. También fundó su propia empresa, Silver Sable International. Al igual que el de su padre, el escuadrón de Sable se centró originalmente en llevar ante la justicia a los criminales de guerra nazis, pero con el tiempo comenzaron a aceptar otro tipo de misiones con fines de lucro.
Silver estuvo brevemente casada con el Extranjero, un asesino internacional y el jefe del Club 1400, pero se divorciaron después de que ella descubrió su intento de matar al presidente de los EE. UU. Después de eso, su relación varió entre no beligerante e intentar matarse unos a otros.
El tío Morty funciona como asistente de Sable, organiza algunas misiones y, a veces, intenta influir en su sentido del juicio. Silver apoya la educación en el internado de Anna. Cuando los agentes de HYDRA se apoderaron de la escuela de Anna, Sable se infiltró en ella, rescatando a los rehenes con la ayuda de Spider-Man, Hombre de Arena y el Grupo Salvaje.
Mientras cazaba al criminal internacional el Zorro Negro para recuperar valiosas gemas robadas por el ladrón, fue frustrada inadvertidamente por Spider-Man. Ella fue contratada por una república sudafricana para neutralizar al terrorista Jack O'Lantern. Ella pidió la ayuda de Spider-Man contra el Sindicato Siniestro, y primero formó una alianza con el Hombre de Arena. Algún tiempo después, unió fuerzas con Spider-Man, Paladín, Solo, y el Capitán América para localizar a Sabretooth y Red Skull, quienes crearon una conspiración para poner a Estados Unidos en contra de Symkaria.
Más tarde contrató a Spider-Man para robar documentos incriminatorios de un lavador de dinero de Maggia, y luego encontró por primera vez los Rebeldes. Una misión de inteligencia en Irak resultó en la muerte de un miembro del Grupo Salvaje, y ella negó compensación a la familia del hombre asesinado debido a su negligencia. Ella diseñó una prueba de iniciación para el Merodeador para unirse a los Forajidos, y le enseñó una lección de humildad. Ella contrató a los Forajidos para recuperar un dispositivo symkariano nuclear en Inglaterra. Ella contrató a los Rebeldes para rescatar a la hija secuestrada de un funcionario canadiense. Con la ayuda de Spider-Man, Hombre de Arena, y el Grupo Salvaje, ella rescató a su sobrina de ser secuestrada por Hydra. Luego se encontró con un Doctor Doom doppelganger.
La relación diplomática sorprendentemente cordial con el Doctor Doom resultaría casi fatal como la cena anual pasó al caer en el momento cuando el castillo del Doctor Doom fue tomado por un imitador de extranjero durante la crisis de la Guerra del Infinito. El doble se veía diferente, algo que Sable dejó a los deseos de Doom para cambiar su aspecto. Durante la cena, el chofer de Sable es asesinado por robots de Doom y un mayordomo humano muere por el doble de Doom. Sable protesta por la brutalidad y ella también es atacada, dando lugar a una persecución por todo el castillo. El soldado de Silver Sable International vino a rescatarla, a pesar de que el propio Hombre de Arena también había sido reemplazado por otro doppelgänger.
Silver ha colaborado con varios superhéroes, incluyendo al ya mencionado Spider-Man, el Castigador, Daredevil, Luke Cage, Venom, y el Capitán América. El Hombre de Arena, fue un mercenario que trabajó para Silver Sable como parte de su manada salvaje durante mucho tiempo, encabezando a los Intrusos, el escuadrón de mercenarios con superpoderes en el empleo de Silver Sable International. Otros héroes y villanos menores reformados trabajan para Silver Sable International en ocasiones.
Más tarde, Sable fue contratada para proteger al profesor Wolfgang Hessler, refugiado en el monasterio Symkarian de St. Eboars. Wolfgang sabía de una poderosa arma genética y, atacado por la culpa, estaba trabajando en un agente neutralizador para dárselo al mundo para que el arma fuera inútil. Para esta misión, Silver Sable contrató a un nuevo equipo formado por El Gato, Paladín, y lo que ella pensó que era Nomad pero resultó ser Madcap. El grupo luchó contra los Heroes for Hire, que habían sido contratados para tomar al profesor. El equipo de Sable tuvo la ventaja hasta que Deadpool liberó a sus aliados Heroes y Luke Cage resultó ser un traidor, enviando al Profesor al Maestro del Mundo.
Durante la historia de Shadowland, Silver Sable acaba emparejada con Misty Knight, Paladín, y Shroud cuando los ninjas de La Mano de Daredevil terminan secretamente orientando miembros de la mafia.
Durante la historia de Ends of the Earth que envuelve uno de los planes del Doctor Octopus, Silver Sable recupera a Spider-Man y la Viuda Negra después de que los Vengadores son derrotados por los Seis Siniestros. Ella se unió a ellos en un ataque a una instalación del Sahara controlada por el Doctor Octopus, y los tres derrotaron al Hombre de Arena después de que los aliados de Spider-Man en Horizon Labs ayudaran a determinar una forma de identificar la única partícula de arena que contiene la conciencia de Hombre de Arena. Aparentemente fue ahogada por Rhino en la batalla final cuando Rhino la inmovilizó contra el suelo en un corredor inundado en la base del Doctor Octopus. A pesar de que el plan del Doctor Octopus se había detenido, Rhino también decidió suicidarse en el proceso después de la pérdida de su propia esposa. Sin embargo, Madame Web luego le dice a Spider-Man que Silver Sable no pereció en la lucha dentro de la base submarina del Doctor Octopus.
Más tarde fue vista con otras personas muertas en una experiencia post mortem de Peter Parker.
Desde entonces, ha regresado con vida, cuando solicitó la ayuda de Spider-Man para frustrar un reciente golpe de Symkaria organizado por Norman Osborn. Sable explicó que había sobrevivido a su enfrentamiento con Rhino usando su traje para cubrirse, distrayéndolo el tiempo suficiente para que ella escapara, usando su aparente muerte para cazar discretamente a la mayoría de sus enemigos.

## Poderes, habilidades y equipamiento
Silver Sable es una mujer atlética que no tiene poderes especiales. Es una formidable combatiente cuerpo a cuerpo y experta en varias artes marciales. También es una experta tiradora, espadachina y gimnasta. Silver Sable también posee una sólida capacidad de liderazgo.
Silver Sable usa tela elástica sintética forrada con Kevlar en todo el torso. A menudo lleva una katana, chais (proyectiles de lanzamiento de media luna de tres puntas), una pistola paralizante y un derringer. Silver Sable generalmente tiene la última tecnología y equipos a su disposición, proporcionados por Silver Sable International.

## Otras versiones

### Spider-Verse
En la historia de Spider-Verse, un personaje que se parece a Silver Sable pero que se llama Sable aparece como un miembro de los Sabuesos que trabajan para Verna of the Inheritors. Ella y los otros Sabuesos acompañan a Verna a la Tierra-1610 para cazar a Miles Morales. Ella es asesinada por el Superior Spider-Man, y sus aliados Spider-Punk y Assassin Spider-Man.

### Ultimate Marvel
En el universo Ultimate Marvel, Silver Sable es el líder mercenario de Wild Pack. Mercenaria de Symkaria, tuvo una infancia problemática, aparentemente ignorada por su padre y abusada por su madre alcohólica. En realidad, su padre cazó a los nazis y ella lo perdonó en su lecho de muerte y decidió seguir sus pasos. Si bien es una antagonista de Spider-Man, en realidad no es tanto una villana como una cazarrecompensas, y no tiene ninguna mala voluntad en particular hacia Spider-Man.
Como el antagonista central en el arco de la historia de "Silver Sable", Silver Sable es contratado por Donald Roxxon para capturar a Spider-Man para ser interrogado. Después de semanas de seguimiento, los mercenarios de Sable capturan por error a Flash Thompson. Mientras discutían si asesinar a Thompson para evitar identificarlos, Flash escapó. El paquete salvaje de Sable más tarde capturó y llevó a Spider-Man a Roxxon, quien quiere saber por qué Spider-Man ha estado defendiendo a su compañía de los ataques de supervillanos. Sin creer la explicación de Spider-Man de que solo estaba en posición de defender a la compañía por pura casualidad, Sable y Roxxon le hacen una verificación de antecedentes, pero esto provoca un alto nivel de alerta S.H.I.E.L.D.. Mientras se escucha el argumento de Roxxon para la protección, el Buitre salvaje de Sable es atacado por el Buitre. Después de escapar del caos, Sable, amenazadoramente, exige a Roxxon que pague el dinero de la recompensa y jura que matará a Roxxon si se les dice su nombre a las autoridades.
Durante el arco de la historia de "La guerra de los simbiontes", Silver Sable y sus miembros de Wild Pack son contratados por Bolivar Trask para capturar a Eddie Brock Jr. Sable y el Pack capturan a Venom después de una pelea con Spider-Man. Sin embargo, Sable evita que Spider-Man sea tomado por el Wild Pack como un "bonus" y "gracias" por dominar a Venom. Después de entregar Venom a Trask, el Grupo Salvaje de Sable proporciona seguridad para el experimento de Trask para eliminar el simbionte Venom. Sin embargo, el Escarabajo irrumpió en la instalación, paralizando a Sable con gas de nocaut. El Grupo Salvaje de Sable luego pelea con el simbionte Venom después de que el organismo abandonara Brock y poseyera a Spider-Man. El paquete salvaje de Sable intenta someter a Venom, pero no pudo hasta que llegan los Ultimates. A pesar de tratar de escapar y hablar a su manera, los Ultimates toman en custodia el Wild Pack con Sable tranquilizados por la Avispa. Sable y el Grupo fueron encarcelados por S.H.I.E.L.D.

### What If?
En la historia de What If?, ¿Qué pasaría si Spider-man se casara con la Gata Negra?, después de que la Gata Negra es asesinada accidentalmente por el Paladín, Silver Sable y Spider-Man entran en una relación romántica debido a su dolor compartido por la pérdida de sus seres queridos; Uatu el Vigilante lo deja ambiguo si esta relación funcionará o no.

## En otros medios

### Televisión
- Silver Sable apareció en la saga Los Seis Guerreros Olvidados de la serie de 1990 Spider-Man, con la voz de Mira Furlan.[4] Grupo Salvaje la acompañaba, y ella servía de aliada y enemiga hacia Spider-Man contra de Kingpin y Red Skull. Ella primero es vista contratada por el hijo de Red Skull, Rheinholt Kragor por orden para obtener información acerca de la máquina del Día del Juicio, capturar dos científicos para ayudar en la operación, y para evitar que caigan en manos de Kingpin. Más tarde secuestra a Spider-Man, Kingpin, y los Seis Insidiosos para Rheinholt. Cuando vino a Rheinholdt para liberar a su padre para trabajar en la máquina del día del juicio, Silver Sable ayudó a Spider-Man en un intento de apagar la máquina del día del juicio sólo para fallar mientras Red Skull convierte a Rheinholt en Electro. El Capitán América le agradece sus esfuerzos y le dice que no hay nada más que hacer.
- Silver Sable apareció en dos episodios de Spider-Man: The New Animated Series en 2003 con la voz de Virginia Madsen.[4] En "Spider-Man Dis-Sabled," Spider-Man encuentra a Sable intentando asesinar al alcalde de Nueva York y un invitado de la Unión Europea llamado Harlan Tremain. Como resultado, Tremain es en realidad un agente encubierto terrorista llamado "El Piraña" que planea matar al presidente cuando él tiene la oportunidad. Cuando Silver Sable descubre que Peter Parker (Spider-Man) la había cogido en la vigilancia cuando había tratado de matarlo, ella ataca el apartamento de Peter y secuestra a Mary Jane Watson, Harry Osborn, e Indy. Peter después descubre que Silver Sable también se hace pasar por asistente del alcalde, Jane Perkins, pero antes de impida el secuestro del alcalde y Tremaine, él debe salvar a sus amigos, lo que le da tiempo de escapar. Spider-Man finalmente la alcanza, sin embargo, y los dos tienen un enfrentamiento final en la parte superior de la limusina del alcalde. Termina con la limusina estrellarse frente al Puente de Brooklyn. Spiderman salva la limusina antes de que llegue el agua, pero Silver Sable se cae y se aleja demostrado por sus burbujas de aire en el agua. Sable más tarde hizo su última aparición en Juegos Mentales: Parte Uno. Ella se unió a Kraven el cazador que quería matar a Spider-Man como venganza por ser enviado a gulag. Sable fue luego cogida por Spider-Man y tomada prisionera. En el proceso, ella le dijo a Kraven, "Hay otras maneras de vengarse de Spider-Man." Kraven fue por lo tanto inspirado a matar a Mary Jane Watson. Sin embargo, esta aparición de Sable era una ilusión. La presencia de Sable era parte de un plan de los gemelos Gaines para hacerle creer a Spider-Man que Kraven había matado a Mary Jane con la esperanza de que él mate a Kraven. Los gemelos Gaines buscan venganza por el asesinato de Kraven de su padre.
- Silver Sable aparece en la segunda temporada de The Spectacular Spider-Man con la voz de Nikki Cox.[68][69] En esta versión, ella se llama Sable Manfredi y es la hija del jefe criminal Silvermane. Silver Sable representa a su padre encarcelado en una licitación clandestina, organizada por Oscorp, por un chip que contiene la tecnología para producir supersoldados como Rhino. Sin embargo, se le opone Hammerhead y Roderick Kingsley. Silver Sable es derrotada por Spider-Man, pero se las arregla para escapar de la custodia de la policía. Ella tiene una aversión por Hammerhead, debido al hecho que utilizaban hasta la fecha. En un episodio posterior, ella aparece con su padre en una reunión del Día de San Valentín en la ópera con Tombstone y el Doctor Octopus. Hammerhead los traiciona a todos y le inyecta un tranquilizante a Sable.
- Silver Sable aparece en el episodio de Spider-Man "Take Two", emitido por April Stewart.[70] Ella y Wild Pack son contratados por un cliente anónimo para robar el Neuro Cortex de Horizon High. Silver Sable comienza haciendo que Paladin finja robar a Oscorp para que pueda estudiar los movimientos de Spider-Man. Después, ella y el Wild Pack invaden Horizon High para robar el Neuro Cortex donde se enfrentan a Spider-Man. Cuando Spider-Man los sigue a las afueras de Manhattan, Silver Sable le dio a Spider-Man la opción de pagarles por renunciar a Neuro Cortex. Cuando llega el Doctor Octopus, Spider-Man recibe su ayuda en la lucha contra Wild Pack. Spider-Man lucha contra Silver Sable en su jet y la derrota. Cuando el Wild Pack es colocado en prisión, Paladin le preguntó a Silver Sable si esto era parte del plan. Silver Sable afirma que su cliente anónimo tiene planes para el Neuro Cortex. Más tarde se revela en el episodio "Between an Ock and a Hard Place" que el Doctor Octopus contrató al Grupo Salvaje. En el episodio "My Own Worst Enemy", Silver Sable intenta desencadenar explosivos cachés de A.I.M. en Central Park solo para ser detenida por Superior Spider-Man (Octavius en el cuerpo de Spider-Man).

### Película
- En marzo de 2017, se informó que Sony Pictures estaba desarrollando una película centrada en Black Cat y Silver Sable con el escritor Christopher Yost. Pretende ser parte de un universo compartido llamado Universo Marvel de Sony, centrado en los personajes de la mitología de Spider-Man, comenzando con Venom en 2018. Las películas estarán más orientadas a los adultos y, aunque tengan lugar en la "misma realidad" "como Marvel Cinematic Universe, no se cruzarán entre sí.[71] En mayo de 2017, se anunció que Gina Prince-Bythewood dirigiría la película, ahora titulada Silver & Black.[72] La producción comenzaría en marzo de 2018, pero se retrasó "indefinidamente". Prince-Bythewood reveló que la causa del retraso se debió a problemas con el guion.[73] Mientras que la película estaba inicialmente programada para ser estrenada el 8 de febrero de 2019, Sony eliminó la fecha de lanzamiento del calendario.[74] La producción está programada para comenzar en 2019.[75] En agosto de 2018, Sony anunció que Silver & Black se cancelará a favor de que ambos personajes tengan sus propios largometrajes. Black Cat será una versión reelaborada del script Silver & Black, mientras que el estudio buscará guionistas para Silver Sable. Prince-Bythewood servirá como productora en ambos proyectos.[76]

### Videojuegos
- Silver Sable apareció en el juego Ultimate Spider-Man con la voz de Jennifer Hale. Ella aparece como asesina tratando de perseguir a Spider-Man y Venom. Aparentemente, en el juego Sable sabe que Peter Parker es Spider-Man, mientras que en los cómics Ultimate Spider-Man ella no lo sabe. Esto indica que este juego no se considera canon. En el juego, ella secuestra a Spider-Man pero escapa y la vence en un combate cuerpo a cuerpo incluso después de que le disparan un dardo tranquilizante. Sin embargo, después de varios disparos tranquilizantes más, Venom aparece y deja a Sable inconsciente. Spider-Man se pone el traje rojo y azul y debe defenderla de Venom. Después de que Venom es derrotado, Spider-Man sucumbe a los dardos. Sable es vista antes de la batalla final contra Venom, diciendo que su contacto con Bolivar Trask expiró y que Trask no sabe volar el helicóptero que está usando para escapar de Venom.
- Silver Sable apareció en Spider-Man: Battle for New York (otra vez con la voz de Jennifer Hale),[77] un videojuego vagamente basado en el universo Ultimate Spider-Man. En éste, ella es contratada por Kingpin para hacer frente a sus "negocios desagradables". Ella es una jefe de batalla para Spider-Man y el Duende Verde en el juego.
- Jennifer Hale repite en el papel de Silver Sable en Spider-Man: Friend or Foe.[78] Esta es su primera aparición jugable en un vieojuego. Ella aparece más como un tipo-héroe mientras era una de las primeras personas contratadas por Nick Fury además del Merodeador, Puño de Hierro (quien fue capturado en la Isla Tangaroa) y por último, Spider-Man.
- Silver Sable es un personaje jugable en The Punisher: No Mercy[79] para la PSN.
- Silver Sable aparece en Spider-Man: Shattered Dimensions, con Jennifer Hale repitiendo el papel.[80] En el universo Asombroso, ella y su Grupo Salvaje están tratando de capturar al supervillano Juggernaut por una recompensa, Spider-Man intenta ponerle fin a pesar de tener una recompensa secundaria en él. Tras el colapso de la construcción de edificios en OsCorp en la parte superior, donde estaban Juggernaut y Spider-Man, Sable aparentemente renuncia a la caza, considerándolo un milagro si cualquiera de los dos sobreviven. En los créditos finales, se revela que ella encuentra a Juggernaut después de que Spider-Man lo derrota y lo captura.
- Silver Sable aparece en el juego para dispositivos móviles Spiderman-Unlimited, en el cual es una de las villanas a derrotar.
- Silver Sable aparece como un personaje jugable en Marvel Avengers Academy, con la voz de Morgan Berry.[81]
- Silver Sable aparece en el videojuego Spider-Man de 2018, con la voz de Nichole Elise.[82] Ella es la líder de Sable International, una fuerza de seguridad contratada por Norman Osborn para ayudar a lidiar con la pandilla llamada los Demonios Internos. Originalmente antagónica hacia Spider-Man, ella pronto lo ayuda a rescatar a Osborn cuando es secuestrado por Martin Li y el Doctor Octopus. Después de que Spider-Man es herido por el Doctor Octopus, ella lo lleva a FEAST y lo ayuda a curarse antes de regresar a Symkaria para reconsiderar sus acciones, aunque sus agentes permanecen en Nueva York debido a que Norman les paga. Más tarde aparece en el DLC "Silver Lining", donde se une a Spider-Man para reclamar a Hammerhead su tecnología robada para ayudar a los rebeldes contra un implacable dictador en Symkaria.
- Silver Sable es un personaje jugable en Marvel Contest of Champions.[83]